# ÖBB Cityjet

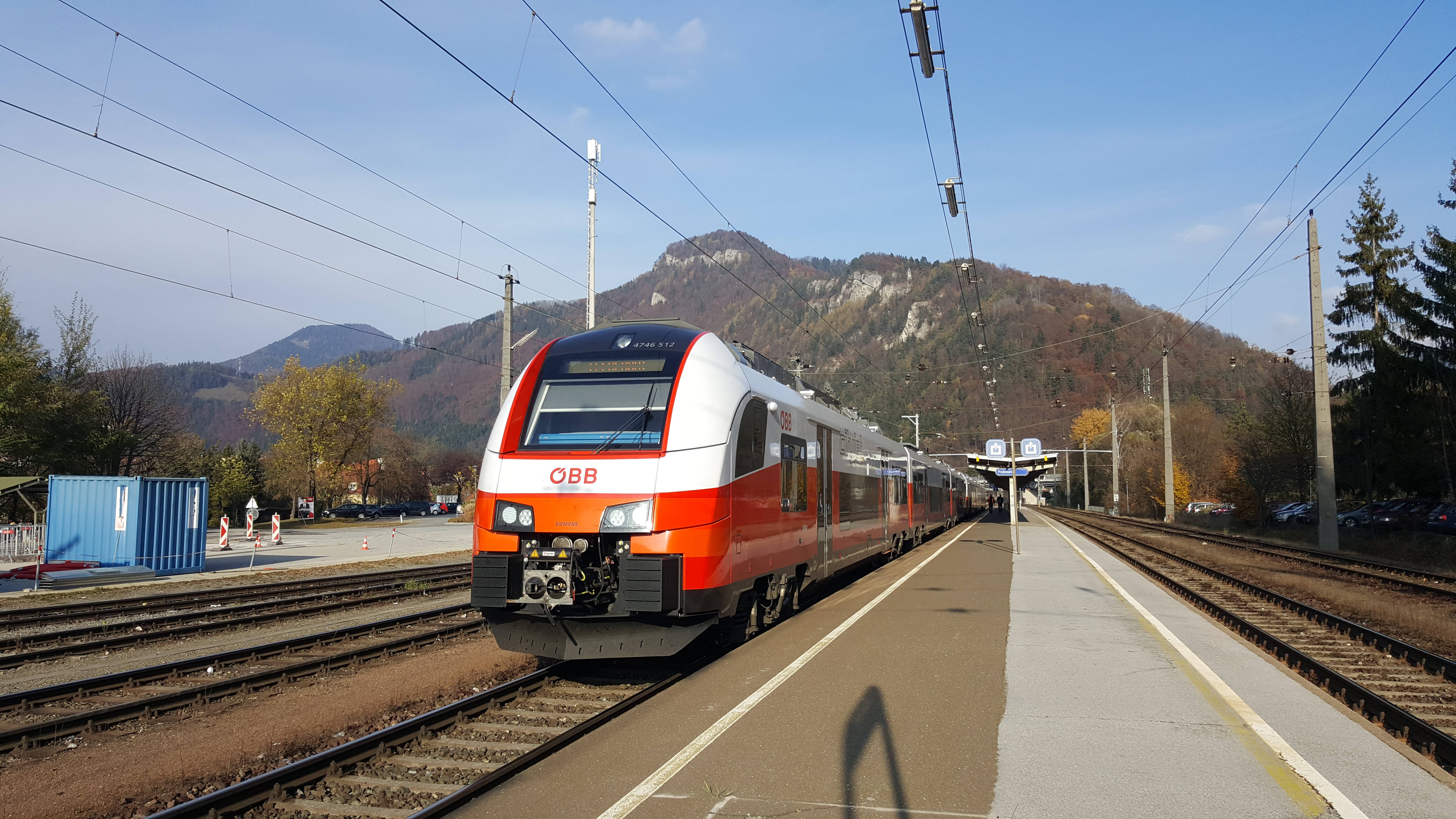
ÖBB 4746 sorozat (Desiro ML)

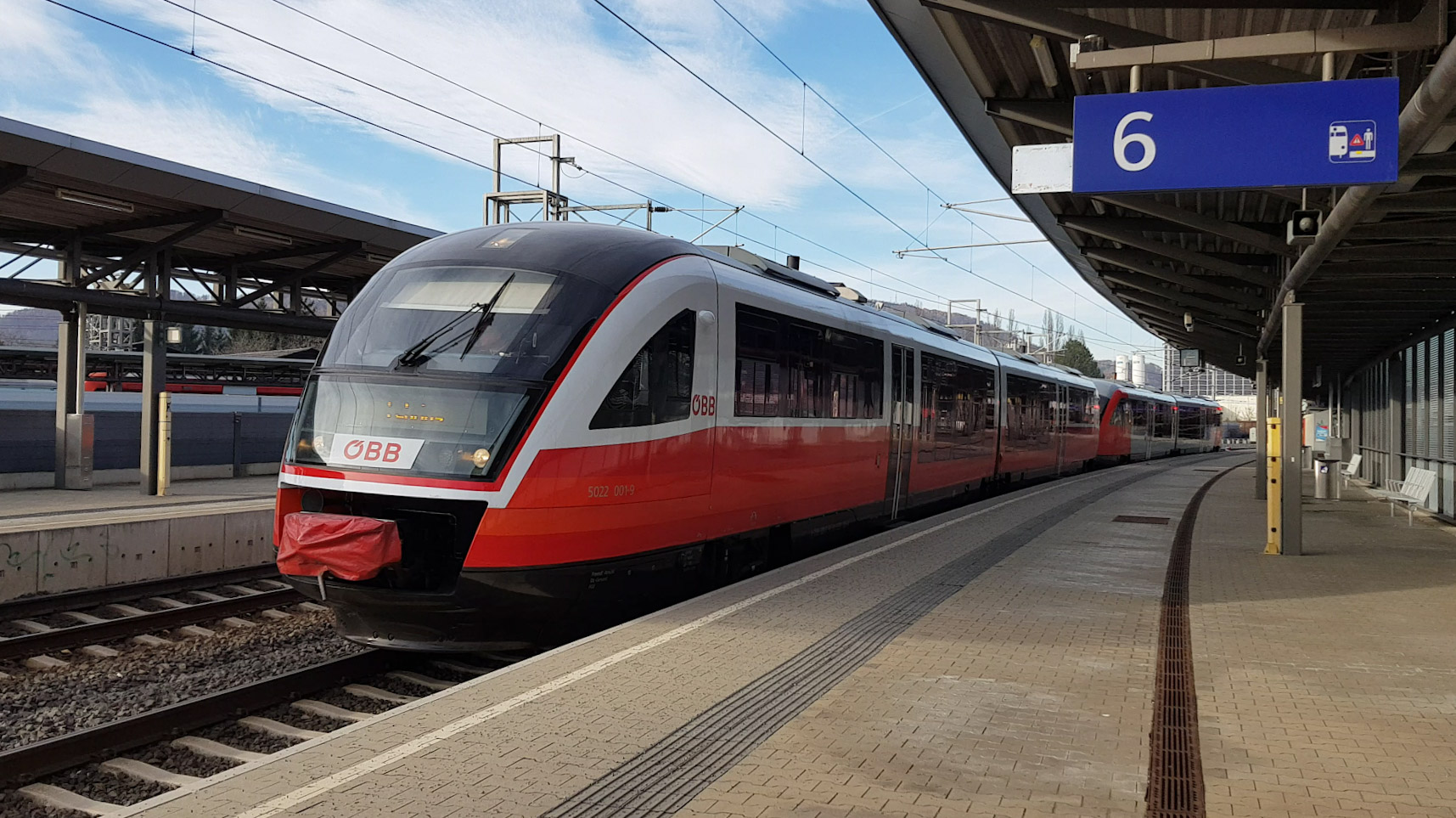
Az ÖBB 5022 001-9 pályaszámú motorvonata Graz Don Bosco állomáson már az új Cityjet festéssel

Az ÖBB Cityjet az ÖBB márkaneve egy regionális vonatnem megjelölésére. A márkanév 2015-ben jelent meg az ÖBB 4746 sorozat (Desiro ML) forgalomba állásával.
A jövőben forgalomba álló új motorvonatok is a Desiro ML motorvonatoknál megjelent színsémát követik majd, továbbá a régebbi típusok közül az ÖBB 5022 sorozat és a Bombardier Talent sorozatba tartozó (ÖBB 4023, 4024 és 4124 sorozat) vasúti járművek is átfényezésre kerülnek.
Az első átfényezett motorvonat az 5022 001 pályaszámú volt.
2017. november 17-én a 4746 006, az 5022 003 és a 4124 003 pályaszámú átfényezett motorvonatokat a Wien Westbahnhof-on mutatták be a sajtónak és az utazóközönségnek.
Az új színterv a hagyományos személykocsik közül csak az emeleteseket érinti majd.

## Lásd még
- Railjet
- Nightjet